# San Giovanni degli Eremiti
La iglesia de San Juan de los Eremitas (en italiano: Chiesa di San Giovanni degli Eremiti) es una iglesia en Palermo cercana al Palazzo dei Normanni.
Los orígenes de la iglesia se remontan al siglo VI. Más tarde, después de la conquista islámica de Sicilia, fue convertida en mezquita; y con la llegada de los normandos y su establecimiento en sur de Italia, fue devuelta a los católicos por Rogelio II de Sicilia, quien alrededor de 1136 la encomendó a los monjes benedictinos de Monte Vergine. Modificada continuamente durante los siglos posteriores, se le realizó una restauración en 1880, con el fin de recuperar su apariencia medieval.
De entre todos sus elementos arquitectónicos sobresalen sus brillantes cúpulas rojas, en las que se evidencia la permanencia de la cultura árabe en la isla en la época de su reconstrucción, en el siglo XII. Su campanario, en cambio, presenta características de la arquitectura gótica. La iglesia tiene una planta con forma de cruz latina, de tres naves y tres ábsides; y cada cuadrilátero posee sobre sí una cúpula, además, el presbiterio, que termina en un nicho, también tiene cúpula.

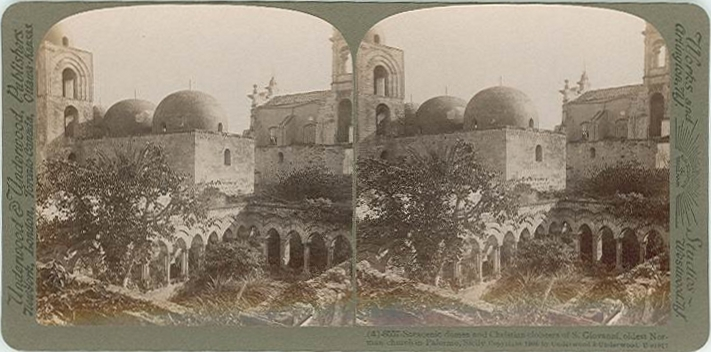
La iglesia en una imagen de 1906 de Underwood & Underwood.

El claustro, con un lujoso jardín, es la parte mejor conservada del antiguo monasterio, que se destaca por sus pequeñas columnas dobles decoradas con motivos vegetales en sus capiteles y que soportan arcos ojivales. Posee también una cisterna.
En julio de 2015, el conjunto «Palermo árabe-normando y las catedrales de Cefalú y Monreale» fue incluido en la lista del patrimonio de la Humanidad por la Unesco. La iglesia de San Juan de los Eremitas es uno de los nueve bienes individuales que comprende la declaración (con el ID 1487-002).